# 卡爾普萊斯 (紐約州)
卡爾普萊斯（英語：Carle Place）是位於美國紐約州拿騷縣的普查規定居民點。

## 人口
根據2020年美國人口普查的數據，卡爾普萊斯的面積為2.48平方千米，皆為陸地。當地共有人口5005人，而人口密度為每平方千米2,018.15人。